# Duc de Cadore
Le titre de duc de Cadore et de l'Empire a été créé le 15 août 1809 par Napoléon Ier au profit de Jean-Baptiste de Nompère (1756-1834), comte de Champagny et de l'Empire (24 avril 1808), ministre de l'Intérieur (1804-1807), ministre des relations extérieures (1807-1814), grand chancelier de l'Ordre de la Réunion et sénateur.

## Histoire
Le titre de duc de Cadore et de l'Empire renvoie au Cadore, région historique située dans la Province de Belluno en Vénétie (Italie).
Le duché de Cadore avait été érigé par un décret du 30 mars 1806. Champagny en fut investi par l'Empereur à la suite du décret du 15 août 1809, (Schœnbrunn).
Jean-Baptiste de Nompère de Champagny se rallia à Louis XVIII et devint le 4 juin 1814 pair de France (membre de la Chambre des pairs) à vie.
Il se rallia Napoléon aux Cent-Jours et il fut fait pair héréditaire des Cent-Jours.
Radié de la liste des pairs à la seconde Restauration (ordonnance du 24 juillet 1815), il fut réintégré, avec majorat de baron-pair le 5 mars 1819 (lettres patentes du 24 avril 1820). Secrétaire de la Chambre des pairs en 1825. Il vécut encore assez pour prêter serment au gouvernement de Juillet, et continua de siéger dans la Chambre des pairs, au centre droit, jusqu'à sa mort.
Par jugement du tribunal civil de la Seine du 18 juillet 1919, confirmé en cour d'appel de Paris le 8 octobre suivant et transcrit sur les régistres d'état civil de Paris VIIIe le 19 novembre 1919, Emma (1858-1932), fille du 5e duc de Cadore adopta, sous le nom de « de Nompère de Champagny de Cadore », son « neveu » (ou plutôt son lointain cousin) Yves de Nompère de Champagny (1895-1969), arrière-petit-fils de Nicolas de Nompère de Champagny (issu de la branche aînée de la famille). Ce dernier s'intitula proprio motu « duc de Cadore » bien que conformément aux dispositions du décret de 1809 ce titre ne pouvait se transmettre par adoption que dans le cas d'une adoption de mâle en mâle prononcée par le dernier duc régulier de Cadore.

## Liste chronologique des ducs de Cadore
1. 1809-1834 : Jean-Baptiste de Nompère de Champagny (1756-1834), 1er duc de Cadore, comte de Champagny et de l'Empire (24 avril 1808) ;
2. 1834-1870 : Louis Alix de Nompère de Champagny (1796-1870), 2e duc de Cadore, fils du précédent, pair de France (membre de la Chambre des pairs) sous la Monarchie de Juillet ;
3. 1870-1882 : Camille de Nompère de Champagny (1827-1882), 3e duc de Cadore, fils du précédent, ancien ministre plénipotentiaire à Carlsruhe et à Munich, officier d'ordonnance de Napoléon III ;
4. 1882-1882 : François-Joseph de Nompère de Champagny (1804-1882), 4e duc de Cadore, oncle du précédent (quatrième fils du premier duc), historien, académicien (no 420, fauteuil 4) ;
5. 1882-1893 : Jérôme-Paul de Nompère de Champagny (1809-1893), 5e duc de Cadore, frère du précédent (cinquième fils du premier duc), homme politique français, député des Côtes-du-Nord (1853-1878), marié dont trois filles.

Adoption simple d'Yves de Nompère de Champagny (issu de la branche aînée de la famille), qui succède au titre :
6. 1924-1969 : Yves de Nompère de Champagny (1895-1969), 6e duc de Cadore, arrière-petit-fils de Nicolas de Nompère de Champagny.
7. 1969-2010 : Henri de Nompère de Champagny (1924-2010), 7e duc de Cadore, fils du précédent, sans postérité.